# Šachová olympiáda

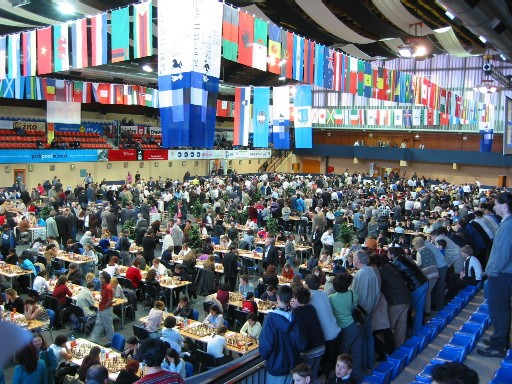
Šachová olympiáda Bled 2002

Šachová olympiáda je šachová soutěž národních týmů, od roku 1927 se dvěma výjimkami organizovaná Mezinárodní šachovou federací FIDE. I když je FIDE členkou Mezinárodního olympijského výboru, nejde o součást běžných Olympijských her, ale o nezávislou sportovní soutěž. V otevřené kategorii mohou startovat muži i ženy.
Otevřená soutěž se od roku 1950 pořádá pravidelně v sudých letech. V letech 1957 až 1974 se konalo pět olympiád pouze pro ženská družstva. V roce 1972 a od roku 1976 je olympiáda organizována formou dvou turnajů v jednom místě pro otevřenou kategorii a pro ženské týmy.

## Historie šachové olympiády

### Zrození šachové olympiády
První Šachová olympiáda byla neoficiální. Pro letní Olympijské hry v roce 1924 byl podniknut pokus zahrnout šachy do olympijských sportů. K tomu však nedošlo, protože se nepodařilo rozlišit amatérské a profesionální hráče.
Jak letní Olympiáda 1924 tak 1. neoficiální Šachová olympiáda se konaly v Paříži. Dne 20. července 1924 v závěrečném dni Šachové olympiády došlo k vytvoření šachové federace FIDE.
FIDE zorganizovala první oficiální Šachovou olympiádu v roce 1927 v Londýně. Olympiáda se pak konala v nepravidelných intervalech až do 2. Světové války a od roku 1950 se koná pravidelně každé dva roky.
|  |  |

## Otevřené olympiády
| Rok  | Událost                          | Místo           | Otevřená kategorie | Otevřená kategorie     | Otevřená kategorie   | Ženská kategorie   | Ženská kategorie   | Ženská kategorie   |
| Rok  | Událost                          | Místo           | Zlato              | Stříbro                | Bronz                | Zlato              | Stříbro            | Bronz              |
| ---- | -------------------------------- | --------------- | ------------------ | ---------------------- | -------------------- | ------------------ | ------------------ | ------------------ |
| 1924 | 1. neoficiální šachová olympiáda | Paříž           | Československo 31  | Maďarsko 30            | Švýcarsko 29         |                    |                    |                    |
| 1926 | 2. neoficiální šachová olympiáda | Budapešť        | Maďarsko 9         | Jugoslávie 8           | Rumunsko 5           |                    |                    |                    |
| 1927 | 1. šachová olympiáda             | Londýn          | Maďarsko 40        | Dánsko 38,5            | Velká Británie 36,5  |                    |                    |                    |
| 1928 | 2. šachová olympiáda             | Haag            | Maďarsko 44        | USA 39,5               | Polsko 37            |                    |                    |                    |
| 1930 | 3. šachová olympiáda             | Hamburk         | Polsko 48,5        | Maďarsko 47            | Německo 44,5         |                    |                    |                    |
| 1931 | 4. šachová olympiáda             | Praha           | USA 48             | Polsko 47              | Československo 46,5  |                    |                    |                    |
| 1933 | 5. šachová olympiáda             | Folkestone      | USA 39             | Československo 37,5    | Švédsko 34           |                    |                    |                    |
| 1935 | 6. šachová olympiáda             | Varšava         | USA 54             | Švédsko 52,5           | Polsko 52            |                    |                    |                    |
| 1936 | 3. neoficiální šachová olympiáda | Mnichov         | Maďarsko 110,5     | Polsko 108             | Německo 106,5        |                    |                    |                    |
| 1937 | 7. šachová olympiáda             | Stockholm       | USA 54,5           | Maďarsko 48,5          | Polsko 47            |                    |                    |                    |
| 1939 | 8. šachová olympiáda             | Buenos Aires    | Německo 36         | Polsko 35,5            | Estonsko 33,5        |                    |                    |                    |
| 1950 | 9. šachová olympiáda             | Dubrovnik       | Jugoslávie 45,5    | Argentina 43,5         | Německo 40,5         |                    |                    |                    |
| 1952 | 10. šachová olympiáda            | Helsinky        | Sovětský svaz 21   | Argentina 19,5         | Jugoslávie 19        |                    |                    |                    |
| 1954 | 11. šachová olympiáda            | Amsterdam       | Sovětský svaz 34   | Argentina 27           | Jugoslávie 26,5      |                    |                    |                    |
| 1956 | 12. šachová olympiáda            | Moskva          | Sovětský svaz 31   | Jugoslávie 26,5        | Maďarsko 26,5        |                    |                    |                    |
| 1957 | 1. ženská šachová olympiáda      | Emmen           |                    |                        |                      | Sovětský svaz 10,5 | Rumunsko 10,5      | NDR 10             |
| 1958 | 13. šachová olympiáda            | Mnichov         | Sovětský svaz 34,5 | Jugoslávie 29          | Argentina 25,5       |                    |                    |                    |
| 1960 | 14. šachová olympiáda            | Lipsko          | Sovětský svaz 34   | USA 29                 | Jugoslávie 27        |                    |                    |                    |
| 1962 | 15. šachová olympiáda            | Varna           | Sovětský svaz 31,5 | Jugoslávie 28          | Argentina 26         |                    |                    |                    |
| 1963 | 2. ženská šachová olympiáda      | Split           |                    |                        |                      | Sovětský svaz 25   | Jugoslávie 24,5    | NDR 21             |
| 1964 | 16. šachová olympiáda            | Tel Aviv        | Sovětský svaz 36,5 | Jugoslávie 32          | Západní Německo 30,5 |                    |                    |                    |
| 1966 | 17. šachová olympiáda            | Havana          | Sovětský svaz 39,5 | USA 34,5               | Maďarsko 33,5        |                    |                    |                    |
| 1966 | 3. ženská šachová olympiáda      | Oberhausen      |                    |                        |                      | Sovětský svaz 22   | Rumunsko 20,5      | NDR 17             |
| 1968 | 18. šachová olympiáda            | Lugano          | Sovětský svaz 39,5 | Jugoslávie 31          | Bulgaria 30          |                    |                    |                    |
| 1969 | 4. ženská šachová olympiáda      | Lublin          |                    |                        |                      | Sovětský svaz 26   | Maďarsko 20,5      | Československo 19  |
| 1970 | 19. šachová olympiáda            | Siegen          | Sovětský svaz 27,5 | Maďarsko 26,5          | Jugoslávie 26        |                    |                    |                    |
| 1972 | 20. šachová olympiáda            | Skopje          | Sovětský svaz 42   | Maďarsko 40,5          | Jugoslávie 38        | Sovětský svaz 11,5 | Rumunsko 8         | Maďarsko 8         |
| 1974 | 21. šachová olympiáda            | Nice            | Sovětský svaz 46   | Jugoslávie 37,5        | USA 36,5             |                    |                    |                    |
| 1974 | 6. ženská šachová olympiáda      | Medellín        |                    |                        |                      | Sovětský svaz 13,5 | Rumunsko 13,5      | Bulharsko 13       |
| 1976 | 22. šachová olympiáda            | Haifa           | USA 37             | Nizozemí 36,5          | Velká Británie 35,5  | Izrael 17          | Anglie 11,5        | Španělsko 11,5     |
| 1976 | Proti šachová olympiáda          | Tripolis        | El Salvador 38,5   | Tunis 36               | Pákistán 34,5        |                    |                    |                    |
| 1978 | 23. šachová olympiáda            | Buenos Aires    | Maďarsko 37        | Sovětský svaz 36       | USA 35               | Sovětský svaz 16   | Maďarsko 11        | Západní Německo 11 |
| 1980 | 24. šachová olympiáda            | Valletta        | Sovětský svaz 39   | Maďarsko 39            | Jugoslávie 35        | Sovětský svaz 32,5 | Maďarsko 32        | Polsko 26,5        |
| 1982 | 25. šachová olympiáda            | Lucern          | Sovětský svaz 42,5 | Československo 36      | USA 35,5             | Sovětský svaz 33   | Rumunsko 30        | Maďarsko 26        |
| 1984 | 26. šachová olympiáda            | Soluň           | Sovětský svaz 41   | Velká Británie 37      | USA 35               | Sovětský svaz 32   | Bulharsko 27,5     | Rumunsko 27        |
| 1986 | 27. šachová olympiáda            | Dubaj           | Sovětský svaz 40   | Velká Británie 39      | USA 38,5             | Sovětský svaz 33,5 | Maďarsko 29        | Rumunsko 28        |
| 1988 | 28. šachová olympiáda            | Soluň           | Sovětský svaz 40,5 | Velká Británie 34,5    | Nizozemí 34,5        | Maďarsko 33        | Sovětský svaz 32,5 | Jugoslávie 28      |
| 1990 | 29. šachová olympiáda            | Novi Sad        | Sovětský svaz 39   | USA 35,5               | Velká Británie 35,5  | Maďarsko 35        | Sovětský svaz 35   | Čína 29            |
| 1992 | 30. šachová olympiáda            | Manila          | Rusko 39           | Uzbekistán 35          | Arménie 34,5         | Gruzie 30,5        | Ukrajina 29        | Čína 28,5          |
| 1994 | 31. šachová olympiáda            | Moskva          | Rusko 37,5         | Bosna a Hercegovina 35 | Rusko II 34,5        | Gruzie 32          | Maďarsko 31        | Čína 27            |
| 1996 | 32. šachová olympiáda            | Jerevan         | Rusko 38,5         | Ukrajina 35            | USA 34               | Gruzie 30          | Čína 28,5          | Rusko 28,5         |
| 1998 | 33. šachová olympiáda            | Elista          | Rusko 35,5         | USA 34,5               | Ukrajina 32,5        | Čína 29            | Rusko 27           | Gruzie 27          |
| 2000 | 34. šachová olympiáda            | Istanbul        | Rusko 38           | Německo 37             | Ukrajina 35,5        | Čína 32            | Gruzie 31          | Rusko 28,5         |
| 2002 | 35. šachová olympiáda            | Bled            | Rusko 38,5         | Maďarsko 37,5          | Arménie 35           | Čína 29,5          | Rusko 29           | Polsko 28          |
| 2004 | 36. šachová olympiáda            | Calvià          | Ukrajina 39,5      | Rusko 36,5             | Arménie 36,5         | Čína 31            | USA 28             | Rusko 27,5         |
| 2006 | 37. šachová olympiáda            | Turín           | Arménie 36         | Čína 34                | USA 33               | Ukrajina 29,5      | Rusko 28           | Čína 27,5          |
| 2008 | 38. šachová olympiáda            | Drážďany        | Arménie 19         | Izrael 18              | USA 17               | Gruzie 18          | Ukrajina 18        | USA 17             |
| 2010 | 39. šachová olympiáda            | Chanty-Mansijsk | Ukrajina 19        | Rusko 18               | Izrael 17            | Rusko 22           | Čína 18            | Gruzie 16          |
| 2012 | 40. šachová olympiáda            | Istanbul        | Arménie 19         | Rusko 19               | Ukrajina 18          | Rusko 19           | Čína 19            | Ukrajina 18        |
| 2014 | 41. šachová olympiáda            | Tromsø          | Čína 19            | Maďarsko 17            | Indie 17             | Rusko 20           | Čína 18            | Ukrajina 18        |
| 2016 | 42. šachová olympiáda            | Baku            | USA 20             | Ukrajina 20            | Rusko 18             | Čína 20            | Polsko 17          | Ukrajina 17        |
| 2018 | 43. šachová olympiáda            | Batumi          | Čína 18            | USA 18                 | Rusko 18             | Čína 18            | Ukrajina 18        | Gruzie 17          |
| 2022 | 44. šachová olympiáda†           | Čennaí          | Uzbekistán 19      | Arménie 19             | Indie 18             | Ukrajina 18        | Gruzie 18          | Indie 17           |
| 2024 | 45. šachová olympiáda            | Budapešť        | Indie 21           | USA 17                 | Uzbekistán 17        | Indie 19           | Kazachstán 18      | USA 17             |
| 2026 | 46. šachová olympiáda            | Taškent         |                    |                        |                      |                    |                    |                    |

† původně se měla konat 2020 v Moskvě, ale byla odložena z důvodu pandemie covidu-19. V únoru 2022 FIDE oznámila, že bude olympiáda kvůli ruské invazi na Ukrajinu přesunuta do indického Čennaí.

## Nejlepší individuální výsledky
| Hráč              | Stát           | Počet olympiád | Her | Výher | Remíz | Proher | %    | Medailí   |
| ----------------- | -------------- | -------------- | --- | ----- | ----- | ------ | ---- | --------- |
| Michail Tal       | Sovětský svaz  | 8              | 101 | 65    | 34    | 2      | 81.2 | 5 – 2 – 0 |
| Anatolij Karpov   | Sovětský svaz  | 6              | 68  | 43    | 23    | 2      | 80.1 | 3 – 2 – 0 |
| Tigran Petrosjan  | Sovětský svaz  | 10             | 129 | 78    | 50    | 1      | 79.8 | 6 – 0 – 0 |
| Isaac Kashdan     | USA            | 5              | 79  | 52    | 22    | 5      | 79.7 | 2 – 1 – 1 |
| Vasilij Smyslov   | Sovětský svaz  | 9              | 113 | 69    | 42    | 2      | 79.6 | 4 – 2 – 2 |
| David Bronstein   | Sovětský svaz  | 4              | 49  | 30    | 18    | 1      | 79.6 | 3 – 1 – 0 |
| Garri Kasparov    | Sovětský svaz  | 9              | 82  | 50    | 29    | 3      | 78.7 | 7 – 2 – 2 |
| Alexandr Aljechin | Francie        | 5              | 72  | 43    | 27    | 2      | 78.5 | 2 – 2 – 0 |
| Milan Matulovic   | Jugoslávie     | 6              | 78  | 46    | 28    | 4      | 76.9 | 1 – 2 – 0 |
| Paul Keres        | Sovětský svaz  | 10             | 141 | 85    | 44    | 12     | 75.9 | 5 – 1 – 1 |
| Jefim Geller      | Sovětský svaz  | 7              | 76  | 46    | 23    | 7      | 75.6 | 3 – 3 – 0 |
| James Tarjan      | USA            | 5              | 51  | 32    | 13    | 6      | 75.5 | 2 – 1 – 0 |
| Robert J. Fischer | USA            | 4              | 65  | 40    | 18    | 7      | 75.4 | 2 – 1 – 0 |
| Michail Botvinnik | Sovětský svaz  | 6              | 73  | 39    | 31    | 3      | 74.7 | 2 – 1 – 2 |
| Salo Flohr        | Československo | 7              | 82  | 46    | 28    | 8      | 73.2 | 2 – 1 – 1 |